# Malvasier

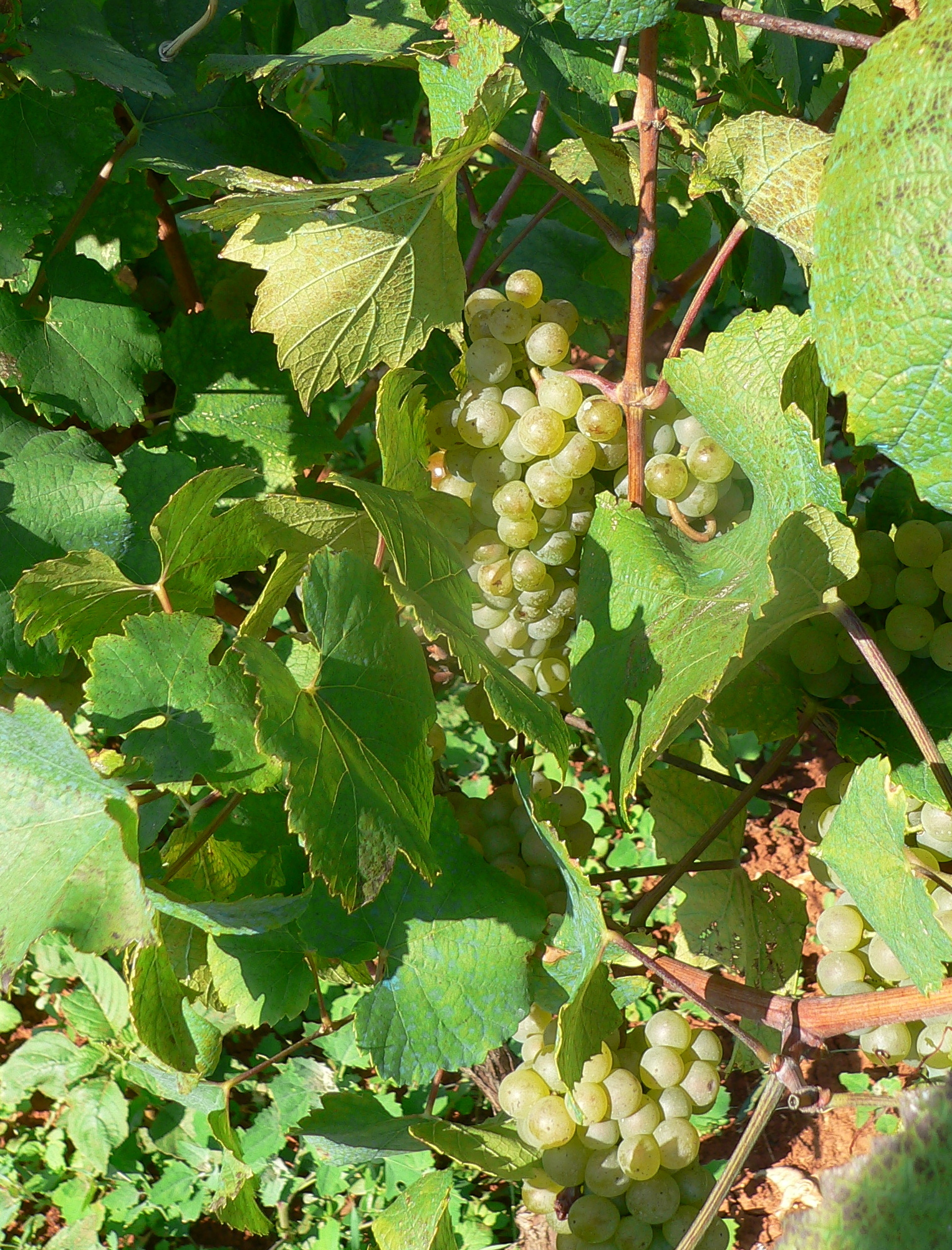
Fast lesereife Malvasier-Trauben

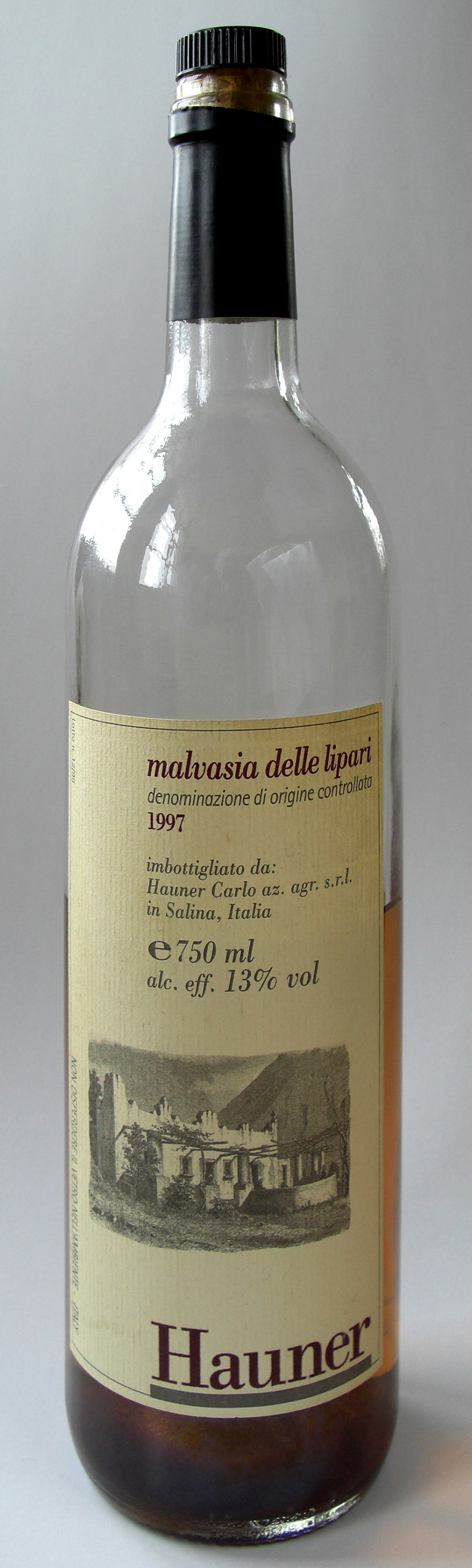
Malvasia delle Lipari von der Insel Salina

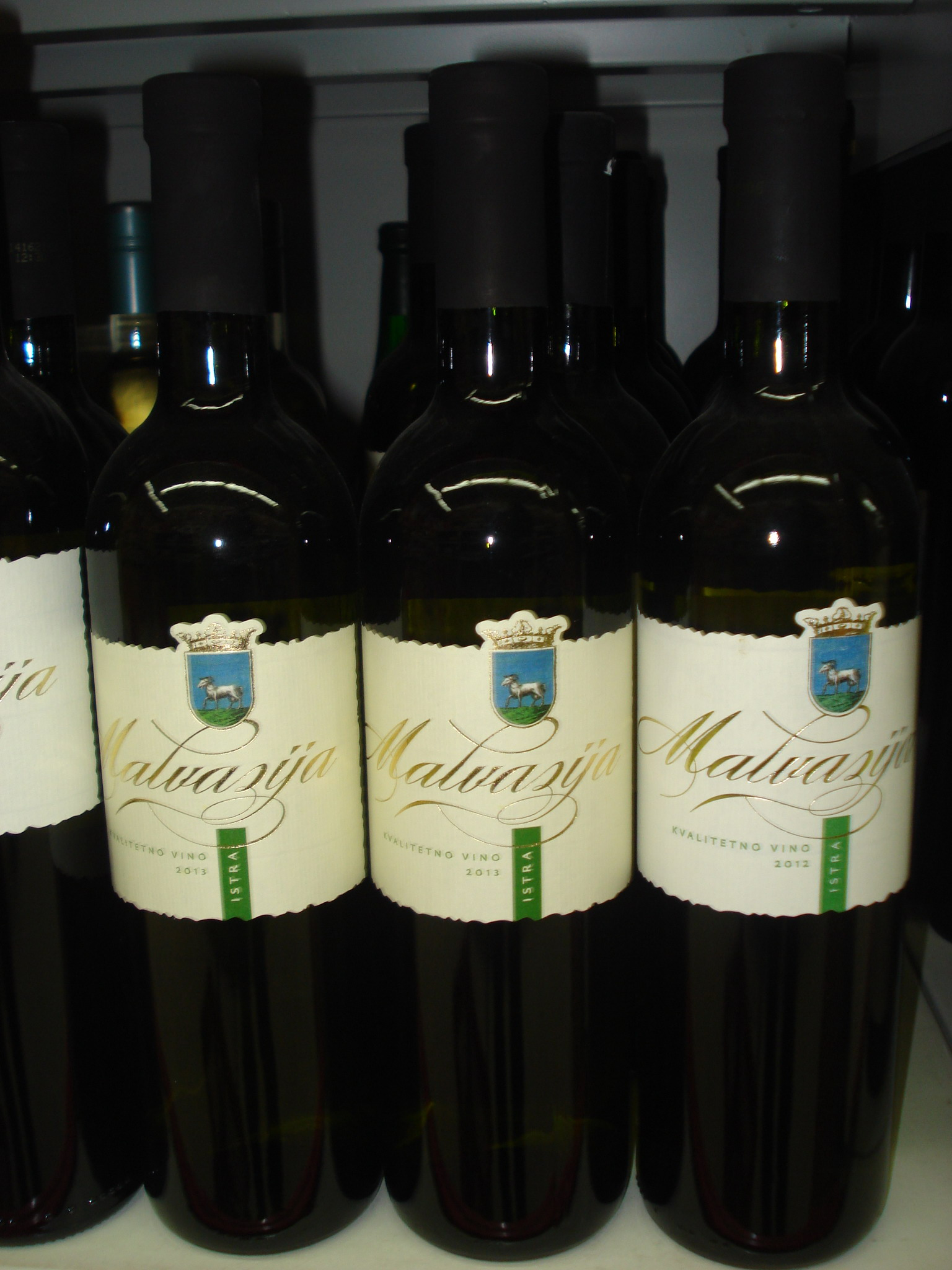
Malvasia-Flaschen aus Istrien

Malvasier, Malvasia oder Malvoisie sind in südlichen Ländern sehr verbreitete Rebsortenfamilie verschiedener Weiß- und Rotweinsorten, vor allem aus Griechenland, Italien, Spanien, Portugal sowie Kroatien und Slowenien. Viele dieser Sorten sind antiken griechischen Ursprungs.
Die Bezeichnungen Malvasia und Malvasier bezeichnen teilweise dieselben, teilweise völlig verschiedene Rebsorten.
- In Spanien gibt es die Rebsorten Malvasia, Malvasía Rosada und Malvasía de Sitges.
- In Frankreich gibt es die Sorte Malvoisie.
- In Kroatien und Slowenien gibt es die Rebsorte Malvazija, ein berühmter Weißwein.
- In Portugal gibt es die Rebsorten Malvasia Preta (rote Rebsorte) sowie Malvasia Fina und Malvasia Rei (beide weiß), die jedoch keine Malvasier sind, sondern eigenständige Sorten darstellen.

Malvoisie ist ein Name für verschiedene rote und weiße Rebsorten, der vor allem in Frankreich in der Region der Loire und Savoyen verwendet wird. Malvoisie ist unter anderem ein Synonym für Bourboulenc, Clairette Blanche, Macabeo, Pinot Gris und Torbato. In manchen Gegenden Korsikas wird der Vermentinu als Malvoisie de Corse bezeichnet. Im Wallis (Schweiz) steht Malvoisie für Pinot Gris und ist ein Walliser AOC-zertifizierter Weißwein. Der Begriff «Malvoisie» zusammen mit der Bezeichnung «AOC Wallis» gilt
als «Malvoisie du Valais».
In Deutschland und Österreich wird der Malvasier als Synonym für die Weißweinsorte Frühroter Veltliner verwendet. Es gibt aber keine verwandtschaftliche Beziehung zu der Sortengruppe.

## Herkunft
Der Name der Sortengruppe leitet sich vom Namen der griechischen Stadt Monemvasia auf der Halbinsel Peloponnes ab, die im Mittelalter ein bedeutender Handelsplatz und eine Festung des Byzantinischen Reiches war.
Ursprünglich kommt der Malvasia-Wein (lateinisch vinum malvaticum) wohl aus Kleinasien und wurde in der Antike von der Insel Kreta aus in die Welt gebracht, wo auch der weiße Malvasia di Candia heute noch süß ausgebaut wird. Auch trocken wird er vor allem vom Weingut Douloufakis ausgebaut. Die Insel Kreta und andere Teile Griechenlands stellen somit die ursprünglichsten und ältesten Sorten (siehe Malagousia). Griechenland ist weitestgehend als Ursprungsland einiger Malvasia-Sorten anerkannt.
Schon die Römer bauten diese Sorte an und süßten den daraus gekelterten Wein mit Honig.

## Geschichte
Auf Mallorca hat die rote Sorte Malvasia eine besondere Bedeutung. In der Zeit der Mauren bis in das 19. Jahrhundert vorwiegend in Banyalbufar angebaut, lieferte diese Traube einen süßen, aromatischen Dessertwein, der sich reger Nachfrage auch von europäischen Königshöfen erfreute und so den Beinamen „Wein der Könige“ erhielt. George Plantagenet, 1. Duke of Clarence wurde des Hochverrats angeklagt, 1478 zum Tod verurteilt und im Tower – angeblich auf eigenen Wunsch – in einem Fass mit diesem Wein ertränkt. Auch Shakespeares Falstaff würdigte diesen Wein. Erzherzog Ludwig Salvator (auf Mallorca  S’Arxiduc genannt) lobte den Wein wegen seines Wohlgeschmacks und seiner gesundheitsfördernden Wirkung. Der Frührote Malvasier war in Deutschland besonders während der Reformationszeit ein beliebtes und zugleich teures Luxusgut.  Die Sortenbezeichnung ist bereits im Jahr 1480 als „Malmasier“ im Tiroler Raum bezeugt. Martin Luther bezog sich bei Vergleichen in seinen Schriften immer wieder auf den Malvasier. Er fand Malvasierweine ansprechend. In den folgenden Jahrhunderten geriet die Rebsorte zunehmend in Vergessenheit. Zum 500. Jahrestag der Reformation im Jahr 2017 führten in Rheinhessen mehrere Winzer den Malvasier wieder in ihrem Sortiment, wobei oft auf Luthers besonderes Verhältnis zu ihm verwiesen wurde. Dass die Traube auch weiterhin im deutschsprachigen Raum verbreitet war, zeigt das Studentenlied „Das war der Zwerg Perkeo“ (Worte: Joseph Victor von Scheffel 1851, Melodie: Stefan Gruwe, 1862):
„Perkeo stieg zum Keller; er kam nicht mehr herfür und sog bei fünfzehn Jahre am rhein’schen Malvasier.“ Thomas Mann lässt in den Buddenbrooks drei „Bouteillen“ Malvasier aus dem Keller holen.

## Verbreitung
Malvasier findet sich in einigen bekannten Weinen dieser Welt wieder.
Auf  der Kanareninsel Lanzarote werden Malvasia-Trauben in einer besonderen Anbauform kultiviert: Hier werden in etwa 2 m tiefe Trichter (ca. 5 m Durchmesser) in Ablagerungen vulkanischer Lapilli ausgehoben und jeweils mit nur einer Rebe besetzt. Durch die starke Sonneneinstrahlung entstehen Trauben mit extrem hohem Zuckeranteil. Der entstehende Wein ist ein Likörwein, der trotz vollen Durchgärens (~ 16 % Alkohol) noch immer eine starke Restsüße hat.
Auf den Liparischen Inseln (vor Sizilien) wird aus der Rebsorte Malvasia di Lipari der gleichnamige Likörwein Malvasia delle Lipari produziert, der mild-lieblich und höherprozentig ist und eine goldgelbe Farbe hat. Auch eine Sorte des berühmten gespriteten Likörweines Madeira von der gleichnamigen Insel wird aus einer Malvasia-Rebsorte hergestellt, wo sie Malmsey heißt.
Zusammen mit der Rebsorte Trebbiano wird die Malvasia-Rebe in der Toskana, neben zwei Rotweintrauben, im Chianti eingesetzt. Die Winzer haben schon seit mehreren Jahren auf den Zusatz von Weißweinreben im Chianti verzichtet, seit 2006 ist die Verwendung gänzlich untersagt. Um für den Überschuss an Malvasia- und Trebbiano-Reben Verwendung zu finden, wurde ein neuer Wein erfunden – der IGT-Weißwein Galestro. Aus getrockneten Trauben der Sorten Negroamaro und Malvasia nera (Malvasia Nera di Basilicata, Malvasia Nera di Brindisi und Malvasia Nera di Lecce) wird außerdem eine sirupähnliche Würzspezialität Vincotto gewonnen.

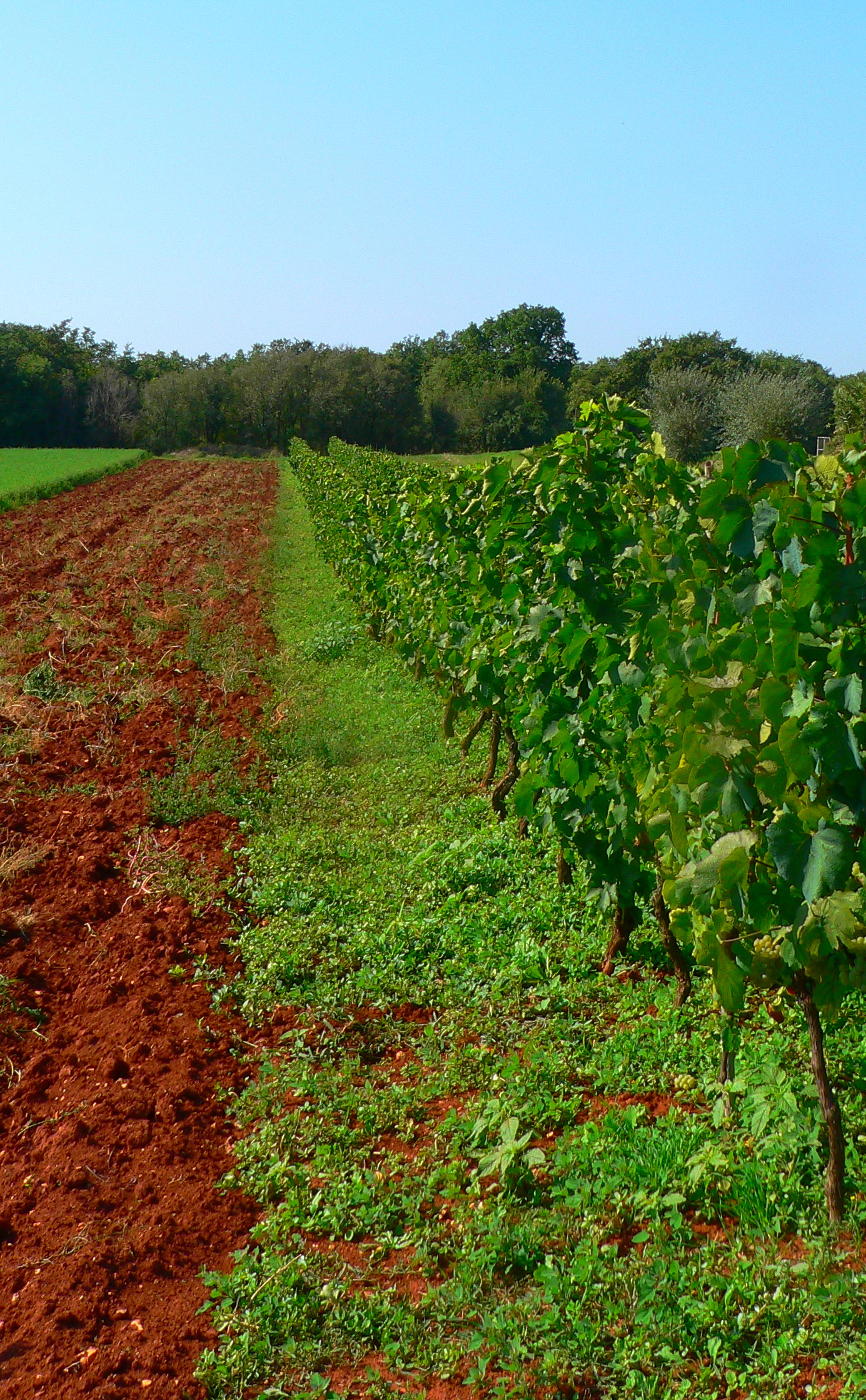
Malvasierriede auf Terra rossa, südliches Istrien

Sowohl die Griechen als auch die Römer schätzten den süßen und schweren Geschmack des Malvasia-Weines sehr. Auch seine Wertschätzung bis in das frühe 20. Jahrhundert beruhte genau auf diesem Charakter. Da diese Geschmacksrichtung aber heute aus der Mode ist und der Wein außerdem zur Oxidation neigt, ist er auf breiter Front von niedrigem Niveau aus auf dem Rückzug. Er verliert zunehmend sein letztes Starkgebiet Italien (50.000 ha), weil er aufgrund seines nicht zeitgemäßen Charakters selbst als Bestandteil von Mischweinen (z. B. Frascati) verdrängt wird. Ersetzt wird er meist durch den Trebbiano. Eine ähnliche Entwicklung spielt sich in Spanien ab, wo er die traditionelle Rebsorte für den langsam im Holzfass reifenden Rioja war. Dort wird er durch den frischer schmeckenden Viura verdrängt.
Sein letztes stabiles Rückzugsgebiet ist der Vino Santo, wo der schwere süße Charakter prägend ist. Aber auch auf La Palma, z. B. in Fuencaliente und Villa de Mazo, wird Malvasia angebaut. Eingeführt um 1500, wurde er seit Mitte des 16. Jahrhunderts von hier nach England und an viele europäische Fürstenhöfe exportiert.
In Italien gibt es eine Fülle von Rebsorten, die der Familie der Malvasia zugeordnet sind: wichtige Vertreter sind die Sorten Malvasia Bianca Lunga, Malvasia Bianca di Basilicata, Malvasia Bianca di Candia, Malvasia Istriana, Malvasia del Lazio, Malvasia di Candia Aromatica, Malvasia di Lipari und Malvasia di Sardegna.
Varianten von Malvasia und Synonyme sind: Malvasier, Malvoisie, Malvazija, Malvaziya beziehungsweise Malagousia.